# ターゲットマスター
ターゲットマスター（Targetmaster）は、トランスフォーマーシリーズに登場する架空の部隊およびロボット。小型ロボットが銃へ変形し、トランスフォーマーの武器になる。

## 開発経緯
1987年の主力商品として販売されたヘッドマスターはヘッドオン機構によってコストが高く、すぐに代替物が求められた。ハスブロのマーケティング調査により、子供に銃が人気だったことから、簡単に製造出来て子供に受ける商品として開発された。
しばらくして『トランスフォーマー ザ・ムービー』から登場のホットロディマス他4名がターゲットマスターに加わった。これに関しては、海外ではおまけとして塩ビ人形やミニボットが追加されることがあり、一歩進めて本体と絡めて遊べるようにする意図があった可能性もある。

## メンバー

### サイバトロン / Autobots
射撃員サーショット/Sureshot（パートナー：スポイル/Spoilsport）
スペースバギーに変形。
陸上攻撃員ブランカー/Pointblank（パートナー：ピースマン/Peacemaker）
スーパーカーに変形。
迫撃員クロスヘアーズ/Crosshairs（パートナー：ポインテック/Pinpointer）
バギーに変形。
連射員ステッパー/Ricochet（パートナー：ネブロン/Nebulon）
ポルシェ935に変形。
スナイパー アートファイヤー（パートナー：ナイトスティック/Nightstick）日本のみの販売
消防車に変形。
騎士ホットロディマス/Hot Rod（パートナー：ファイアーボルト/Firebolt）
スーパーカーに変形。
戦士チャー/Kup（パートナー：リコイル/Recoil）
ピックアップトラックに変形。
情報員ブラー/Blurr（パートナー：ヘイワイアー/Haywire）海外のみの販売
無輪式のスーパーカーに変形。

### デストロン / Decepticons
ガンマン トリガーハーピー/Triggerhappy（パートナー：ブロウパイプ/Blowpipe）
スーパージェット機に変形。
迎撃兵ミスファイヤー/Misfire（パートナー：エイムレス/Aimless）
エアージェット機に変形。
速射兵スラッグスリンガー/Slugslinger（パートナー：キャリバースト/Caliburst）
ダブルジェット機に変形。
航空参謀サイクロナス/Cyclonus（パートナー：ナイトスティック/Nightstick）海外のみの販売
オリジナルデザインの戦闘機に変形。
スウィープス参謀スカージ/Scourge（パートナー：フレイカス/Fracas）海外のみの販売
ホバー型のUFOに変形。

## 劇中の設定
日本（アニメ『ザ☆ヘッドマスターズ』）では第27・28話「奇跡の戦士ターゲットマスター」より登場。また両軍のターゲットマスターは日本版ではいずれもベテラン戦士と設定されている。マスター星からの脱出者が図らずもプラズマ爆弾の爆風で両軍のトランスフォーマーの銃と融合して誕生した。「ターゲットオン！」のかけ声に合わせパートナーは銃に変形後、トランスフォーマーの右腕にドッキングする。なお、パートナーは言語を話すことは出来ず、発する声は電子音となっていたためカセットボットしか理解できなかったが、パートナーであるターゲットマスターには意思が伝わるようになった。また普段彼らはパートナーを肩に乗せている場面が見られた。
海外アニメ『ザ・リバース』ではエクソスーツを着用したネビュロス人が、トランスフォーマーのパートナーとなり、手持ちの銃に変形する。サイバロンが開発したヘッドマスターのシステムを、デストロンが利用して自分たちのヘッドマスターを開発するとき、頭部を切り離すことを拒否した者たちが、頭部の代用に自分たちの銃をネビュロス人に提供して、ターゲットマスターとなった。サイバトロンもそのシステムを分析して、自分たちのターゲットマスターを開発した。海外コミックではサイボーグ化したネビュロス人がパートナーとなる。

## 国内の玩具展開
87年12月に国内ではサーショット以下の3人が「C-105~107」、トリガーハーピー以下の3人が「D-88~90」のナンバーを与えられて発売。
ホットロディマスなど既存のキャラは国内販売の予定は当初あったが、未発売に終わり、サイクロナスとスカージのパートナーがインフェルノとマイスターの仕様変更品である「C-108 アートファイヤー」と「C-109 ステッパー」にそれぞれ付属された。
『トランスフォーマー コレクション』にてホットロディマスが「13」、チャーが「20」のナンバーが振られ、チャーにはフューチャーサイバトロンとしてミニボットのウィーリーが同梱されたものが国内でも販売され、以前の銃も同梱し保持できるように改修されている。また、キャラクターカードには欠番だった「C-110」と「C-113」のナンバーが振られた。この他に2004年にステッパーが発売された。なお、国内では『コレクション15』として復刻され、ターゲットマスターを手に保持できるように改修され、さらにマイスター時代の武器（光子ライフル、スペクトルビーム）も同梱された。

### G1以後
2009年1月、『変形!ヘンケイ!トランスフォーマー』にて「D-07」としてターゲットマスター・ナイトスティックが付属したサイクロナスが新規造形で発売。また、同シリーズのインフェルノのリカラーで、『ユナイテッド』にてアートファイヤーが発売された。
『トランスフォーマー レジェンズ』では、海外展開の『TRANSFORMERS GENERATIONS TITANS RETURN』のものを仕様変更したうえで新規造形のターゲットマスターが付属、代わりに海外版での武器は省略されている。中にはG1当時とは違う組み合わせの商品もある。
- LG45 ターゲットマスターホットロディマス
- LG46 ターゲットマスターチャー
- LG49 ターゲットマスタートリガーハーピー
- LG51 ターゲットマスターダブルクロス
  - ヘイワイアー付属。本来はブラーのパートナー。
- LG52 ターゲットマスターミスファイアー
- LG55 ターゲットマスタースラッグスリンガー
- LG62 ターゲットマスターウインドブレード
  - ポインテック付属。本来はクロスヘアーズのパートナー。
- LG65 ターゲットマスターツインツイスト
  - スポイル付属。本来はサーショットのパートナー。
- LG66 ターゲットマスタートップスピン
  - ピースマン付属。本来はブランカーのパートナー。